# Kościół Pełnej Ewangelii Yoido
Kościół Pełnej Ewangelii Yoido (kor. 여의도 순복음 교회) – megakościół zielonoświątkowy i sieć kościołów z siedzibą na wyspie Yoido, w Seulu, w Korei Południowej. Założony w 1958 roku, przez pastora Davida Yonggi Cho. Liczy 480 tys. członków (2015). W 1993 roku został uznany przez Księgę rekordów Guinnessa za największy pojedynczy Kościół na świecie. 
Kościół Yoido jest członkiem Światowej Wspólnoty Zborów Bożych, a od 2008 roku pastorem jest Young Hoon Lee. Kościół usytuowany jest pomiędzy rzeką Han a budynkiem Koreańskiego Parlamentu. 
Prawie 200 tys. osób uczestniczy na cotygodniowych nabożeństwach w głównym kościele na wyspie Yoido. Główne sanktuarium przyjmuje 21 tys. wiernych, siedem razy w każdą niedzielę. Kolejni uczestnicy biorą udział oglądając nabożeństwo w telewizji, w sąsiednich budynkach lub w oddziałach satelitarnych. Każde nabożeństwo ma własną orkiestrę, własny chór, własnego pastora i jest tłumaczone na 16 różnych języków, dla odwiedzających.
W styczniu 2010 roku dwadzieścia regionalnych kaplic kościoła, obejmujących 346 tys. członków, znajdujących się wokół obszaru metropolitalnego Seulu, zostało oddzielonych od „kościoła macierzystego” i uzyskało pełną autonomię. Tym samym członkostwo sieci Kościoła spadło do 449 tysięcy.